# Live (album, Iron Butterfly)
Live je první koncertní album americké rockové skupiny Iron Butterfly, vydané v dubnu 1970 u vydavatelství Atco Records. Nahráno bylo mezi 25. a 30. květnem roku 1969. Obsahuje skladby z jejich prvních třech alb Heavy (1968), In-A-Gadda-Da-Vida (1968) a Ball (1969). V žebříčku Billboard 200 se album umístilo nejlépe na dvacátém místě.

## Seznam skladeb
| Strana 1 (LP) | Strana 1 (LP)            | Strana 1 (LP)                        | Strana 1 (LP) |
| Pořadí        | Název                    | Autor                                | Délka         |
| ------------- | ------------------------ | ------------------------------------ | ------------- |
| 1.            | In the Time of Our Lives | Doug Ingle, Ron Bushy                | 4:23          |
| 2.            | Filled with Fear         | Ingle                                | 3:27          |
| 3.            | Soul Experience          | Ingle, Bushy, Erik Brann, Lee Dorman | 3:55          |
| 4.            | You Can't Win            | Danny Weis, Darryl DeLoach           | 2:48          |
| 5.            | Are You Happy            | Ingle                                | 3:20          |

| Strana 2 (LP) | Strana 2 (LP)      | Strana 2 (LP) | Strana 2 (LP) |
| Pořadí        | Název              | Autor         | Délka         |
| ------------- | ------------------ | ------------- | ------------- |
| 6.            | In-A-Gadda-Da-Vida | Ingle         | 19:00         |

## Obsazení
Hudebníci
- Doug Ingle – zpěv, varhany
- Erik Brann – kytara
- Lee Dorman – baskytara, zpěv
- Ron Bushy – bicí

Techcnická podpora
- Richard Podolor – produkce
- Bill Cooper – mixing
- Bob Jenkins – fotografie
- Ron Bushy – fotografie
- John Kress – obal alba